# Alexander Zamolodchikov
Alexander Borissowitsch Zamolodchikov (Dubna, 18 de setembro de 1952) é um físico russo.
É conhecido principalmente por seu trabalho fundamental sobre teorias de campo conformes, juntamente com Alexander Polyakov e Alexander Belavin.